# کتاب پشت زرد

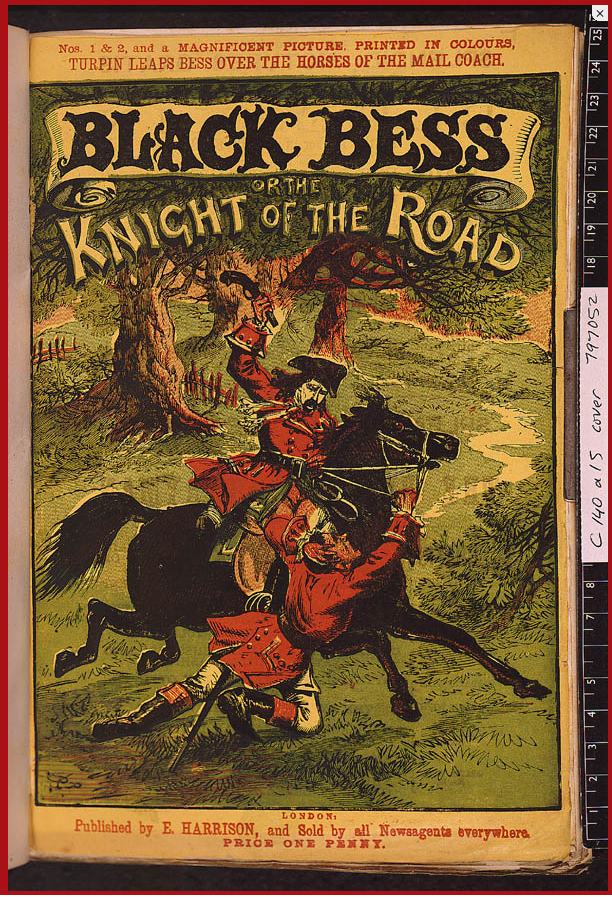
Pennydreadful

کتاب پشت زرد (انگلیسی: Yellow-back) یک نوع از کتاب‌های رمان ارزان قیمت است که در نیمهٔ دوم قرن نوزدهم در انگلستان چاپ می‌گردید، از این نوع کتاب‌ها گاهی با عنوان (جلد - خردلی) هم یاد می‌شد، طراحی و توسعهٔ این گونه از کتاب‌ها به سال ۱۸۴۰ میلادی و در رقابت با کتاب‌های معروف به پنی محنت (نوع دیگری از این کتاب‌های ارزان قیمت) آغاز شد، اغلبِ این نوع کتاب‌ها، جلد روشن و شفافی داشتند که با تکنیک جدید آن دوره، کروموزیلوگرافی یا منبت کاری روی چوب کروم چاپ شده بودند که باعث جذابیت آن‌ها و استقبال مخاطبین گردید، اوج مقبولیت این کتاب‌ها به واسطهٔ آموزش و پرورش و ایستگاه‌های راه آهن بود که مسافران در سفرهای میان شهری خودشان معمولاً یک یا چند نسخه از این کتاب‌ها را می‌خریدند، روتلج یکی از اولین ناشران این نوع کتاب‌ها بود، شروع چاپ و انتشار این کتاب‌ها با جنبشی به نام (کتابخانهٔ - راه آهن) در سال ۱۸۴۸ می‌باشد، در این دوره در مجموع کتاب‌های چاپ شده بیش از ۱۲۷۷ عنوان برای بیش از ۵۰ سال منتشر گردید، این نوع کتاب‌ها به‌طور عمده از کتاب‌های تجدید چاپ شده و معروف انتخاب می‌گردیدند، ژانر اغلب این کتاب‌ها در اواخر قرن نوزدهم شامل داستان پرشور، داستان ماجراجویی، دفترچهٔ راهنما، دفترچهٔ آموزشی و انواع دیگری از کتابچه‌ها و شرح حال نوابغ بود، دو نمونه از نویسندگان پشت زرد عبارت بودند از جیمز گرانت و رابرت لویی استیونسن